# Thomas Harris
Thomas Harris (* 11. dubna 1940) je americký spisovatel a scenárista, který se nejvíce proslavil svou sérií knih vyobrazující celosvětově známou postavu Hannibala Lectera. Všechny jeho práce o této postavě byly zfilmovány, mezi nejslavnější filmový snímek patří Mlčení jehňátek podle stejnojmenné knihy, v seriálovém světě je to pak seriál Hannibal, který se začal vysílat v roce 2013 na americké stanici NBC.

## Knihy
- Černá neděle (v originále Black Sunday; vydáno v roce 1975)
- Červený drak (v originále Red Dragon; vydáno v roce 1981)
- Mlčení jehňátek (v originále The Silence of the Lambs; vydáno v roce 1988)
- Hannibal (vydáno v roce 1999)
- Hannibal: Zrození (v originále Hannibal Rising; vydáno v roce 2006)